# ATC代码 (S02)
ATC代码S02（耳科用药）是解剖学治疗学及化学分类系统的一个药物分组，这是由世界卫生组织药物统计方法整合中心所制定的药品及其它医用产品的官方分类系统。分组S02是S感觉器的一部分。
兽用代码（ATCvet码）可以在人用ATC代码前加Q字母：QS02等。没有相应人用ATC代码的ATCvet在以下列表中通过前置Q字母表示。
国家ATC分类可能包括列表中没有的其它分类，列表为世界卫生组织（WHO）版本。

## S02A 抗感染药（Anti-infectives）

### S02AA 抗感染药（Anti-infectives）
S02AA01 氯霉素（Chloramphenicol）
S02AA02 呋喃西林（Nitrofural）
S02AA03 硼酸（Boric acid）
S02AA04 乙酰酒石酸铝（Aluminium acetotartrate）
S02AA05 氯碘羟喹（Clioquinol）
S02AA06 过氧化氢（Hydrogen peroxide）
S02AA07 新霉素（Neomycin）
S02AA08 四环素（Tetracycline）
S02AA09 氯己定（Chlorhexidine）
S02AA10 醋酸（Acetic acid）
S02AA11 多粘菌素（BPolymyxin B）
S02AA12 利福霉素（Rifamycin）
S02AA13 咪康唑（Miconazole）
S02AA14 庆大霉素（Gentamicin）
S02AA15 环丙沙星（Ciprofloxacin）
S02AA16 氧氟沙星（Ofloxacin）
S02AA30 抗感染药，复方（Antiinfectives, combinations）
QS02AA57 新霉素，复方（Neomycin, combinations）

## S02B皮質類固醇類（Corticosteroids）

### S02BA皮質類固醇類（Corticosteroids）
S02BA01 氢化可的松（Hydrocortisone）
S02BA03 泼尼松龙（Prednisolone）
S02BA06 地塞米松（Dexamethasone）
S02BA07 倍他米松（Betamethasone）
S02BA08 氟轻松（Fluocinolone acetonide）

## S02C 复方中的皮质甾体激素类和抗感染药类（Corticosteroids and anti-infectives in combination）

### S02CA 复方中的皮质甾体激素类和抗感染药类（Corticosteroids and anti-infectives in combination）
S02CA01 泼尼松龙和抗感染药（Prednisolone and antiinfectives）
S02CA02 氟米松和抗感染药（Flumetasone and antiinfectives）
S02CA03 氢化可的松和抗感染药（Hydrocortisone and antiinfectives）
S02CA04 曲安西龙和抗感染药（Triamcinolone and antiinfectives）
S02CA05 氟轻松（氟西奈德）和抗感染药（Fluocinolone acetonide and antiinfectives）
S02CA06 地塞米松和抗感染药（Dexamethasone and antiinfectives）
S02CA07 氟氢可的松和抗感染药（Fludrocortisone and antiinfectives）
QS02CA90 倍他米松和和抗感染药（Betamethasone and antiinfectives）
QS02CA91 莫米松和抗感染药（Mometasone and antiinfectives）

## S02D 其它耳科用药（Other otologicals）

### S02DA 镇痛药和麻醉药（Analgesics and anesthetics）
S02DA01 利多卡因（Lidocaine）
S02DA02 可卡因（Cocaine）
S02DA03 安替比林（Phenazone）
S02DA04 辛可卡因（Cinchocaine）
S02DA30 复方（Combinations）

## QS02Q 抗寄生虫药（Antiparasitics）

### QS02QA 抗寄生虫药（Antiparasitics）
QS02QA01 林丹（Lindane）
QS02QA02 舒非仑（Sulfiram）
QS02QA03 伊佛霉素（Ivermectin）
QS02QA51 林丹，复方（Lindane, combinations）